# Herbsdorf
Herbsdorf är en by i sydöstra Tyskland. Byn ligger i kommunen Nussdorf i distriktet Traunstein i regeringsområdet Oberbayern i delstaten Bayern. Byn ligger cirka två kilometer nordost om byn Nussdorf och några hundra meter väster om floden Traun.